# Elecciones municipales de Mariscal Nieto de 1983
Las elecciones municipales de Mariscal Nieto de 1983 se llevaron a cabo el 13 de noviembre de 1983 para elegir al alcalde y al Concejo Provincial de Mariscal Nieto para el periodo 1984-1986. La elección se celebró simultáneamente con elecciones municipales en todo el país.

## Sistema electoral
La Municipalidad Provincial de Mariscal Nieto es el órgano administrativo y de gobierno de la provincia de Mariscal Nieto. Está compuesta por el alcalde y el Concejo Provincial.
La votación del alcalde y el concejo se realiza en base al sufragio universal, que comprende a todos los ciudadanos nacionales mayores de dieciocho años, empadronados y residentes en la provincia de Mariscal Nieto y en pleno goce de sus derechos políticos, así como a los ciudadanos no nacionales residentes y empadronados en la provincia de Mariscal Nieto.
El Concejo Provincial de Mariscal Nieto está compuesto por 19 regidores elegidos por sufragio directo para un período de tres (3) años, en forma conjunta con la elección del alcalde (quien lo preside) La votación es por lista cerrada y bloqueada. Se asigna a la lista ganadora los escaños según el método d'Hondt o la mitad más uno, lo que más le favorezca. Es elegido como alcalde el candidato que ocupe el primer lugar de la lista que haya obtenido la más alta votación.

## Composición del Concejo Provincial de Mariscal Nieto
La siguiente tabla muestra la composición del Concejo Provincial de Mariscal Nieto antes de las elecciones.
| Partidos | Partidos                | Regidores |
| -------- | ----------------------- | --------- |
|          | Izquierda Unida         | 12        |
|          | Acción Popular          | 4         |
|          | Partido Aprista Peruano | 3         |

## Partidos y candidatos
A continuación se muestra una lista de los principales partidos y alianzas electorales que participaron en las elecciones:
| Candidatura | Candidatura | Partidos y alianzas | Candidatos | Candidatos                     | Ideología                                               | Resultado previo | Resultado previo | Ref. |
| Candidatura | Candidatura | Partidos y alianzas | Candidatos | Candidatos                     | Ideología                                               | Votos (%)        | Reg.             | Ref. |
| ----------- | ----------- | --- | ---------- | ------------------------------ | ------------------------------------------------------- | ---------------- | ---------------- | ---- |
|             | IU          | Lista - Izquierda Unida (IU) – Unión de Izquierda Revolucionaria (UNIR) – Unidad Democrático Popular (UDP) – Partido Socialista Revolucionario (PSR) – Partido Comunista Revolucionario (PCR) – Partido Comunista Peruano (PCP) – Frente Obrero Campesino Estudiantil y Popular (FOCEP) |            | Cristala Constantinides Rosado | Marxismo-leninismo Mariateguismo Socialismo democrático | 56.73%           | 12               |      |
|             | AP          | Lista - Acción Popular (AP) |            | Hipólito Palao Castell         | Humanismo Nacionalismo cívico Reformismo                | 23.16%           | 4                |      |
|             | APRA        | Lista - Partido Aprista Peruano (APRA) |            | Cecilia Badoino Díaz           | Aprismo                                                 | 17.76%           | 3                |      |
|             | PPC         | Lista - Partido Popular Cristiano (PPC) |            | Giuseppe Baldi Cogo            | Conservadurismo social Humanismo Democracia cristiana   | 2.35%            | 0                |      |
|             | PST         | Lista - Partido Socialista de los Trabajadores (PST) |            | Jesús Martínez Lajo            | Trotskismo Obrerismo Sindicalismo                       | Nuevo            | Nuevo            |      |
|             | FNTC        | Lista - Frente Nacional de Trabajadores y Campesinos (FNTC) |            | Jorge Vidal Monasi             | Nacionalismo de izquierda Tahuantinsuyismo              | Nuevo            | Nuevo            |      |

## Resultados

### Sumario general
|                        |                                                     |              |              |              |           |           |
| Partidos y coaliciones | Partidos y coaliciones                              | Voto popular | Voto popular | Voto popular | Regidores | Regidores |
| Partidos y coaliciones | Partidos y coaliciones                              | Votos        | %            | ±pp          | Total     | +/−       |
|                        | Partido Popular Cristiano (PPC)                     | 4,178        | 27.47        | +25.12       | 11        | +11       |
|                        | Izquierda Unida (IU)                                | 3,384        | 22.25        | –34.48       | 3         | –9        |
|                        | Partido Aprista Peruano (APRA)                      | 2,893        | 19.02        | +1.26        | 2         | –1        |
|                        | Acción Popular (AP)                                 | 2,643        | 17.38        | –5.78        | 2         | –2        |
|                        | Partido Socialista de los Trabajadores (PST)        | 1,881        | 12.37        | Nuevo        | 1         | ±0        |
|                        | Frente Nacional de Trabajadores y Campesinos (FNTC) | 230          | 1.51         | Nuevo        | 0         | ±0        |
|                        |                                                     |              |              |              |           |           |
| Total                  | Total                                               | 15,209       |              |              | 19        | ±0        |
|                        |                                                     |              |              |              |           |           |
| Votos válidos          | Votos válidos                                       | 15,209       | 86.76        | +3.06        |           |           |
| Votos en blanco        | Votos en blanco                                     | 583          | 3.33         | –1.08        |           |           |
| Votos nulos            | Votos nulos                                         | 1,737        | 9.91         | –1.98        |           |           |
| Votos emitidos         | Votos emitidos                                      | 17,529       | 83.64        | +11.72       |           |           |
| Abstenciones           | Abstenciones                                        | 3,429        | 16.36        | –11.72       |           |           |
| Votantes registrados   | Votantes registrados                                | 20,958       |              |              |           |           |
|                        |                                                     |              |              |              |           |           |
| Fuente:                |                                                     |              |              |              |           |           |

## Elecciones municipales distritales

### Resultados por distrito
La siguiente tabla enumera el control de los distritos de la provincia de Mariscal Nieto. El cambio de mando de una organización política se resalta del color de ese partido.
| Distrito                 | Alcalde(sa) titular       | Partido político | Partido político         | Alcalde(sa) electo(a)      | Partido político | Partido político          |
| ------------------------ | ------------------------- | ---------------- | ------------------------ | -------------------------- | ---------------- | ------------------------- |
| Carumas                  | Felipe Zevallos Gutiérrez |                  | Izquierda Unida          | Dionicio Serrato Cervantes |                  | Acción Popular            |
| Cuchumbaya               | Filomeno Pauro Cori       |                  | Izquierda Unida          | Lorenzo Maquera Tito       |                  | Acción Popular            |
| Samegua                  | Hipólito Palao Castell    |                  | Acción Popular           | Miguel Zeballos Málaga     |                  | Partido Popular Cristiano |
| San Cristóbal de Calacoa | Lucio Vizcarra Ramírez    |                  | Lista Independiente N° 3 | Julián Nina Marca          |                  | Partido Aprista Peruano   |
| Torata                   | Jesús Martínez Lajo       |                  | Lista Independiente N° 5 | Amanda Vera Vda. de Castro |                  | Partido Popular Cristiano |